# Vladislav Mylnikov
Vladislav Valérievich Mylnikov (en ruso: Владислав Валерьевич Мыльников; Kursk, 12 de septiembre de 2000) es un deportista ruso que compite en esgrima, especialista en la modalidad de florete.
Participó en los Juegos Olímpicos de Tokio 2020, obteniendo una medalla de plata en la prueba por equipos (junto con Timur Safin, Kiril Borodachov y Anton Borodachov). Ganó una medalla de bronce en el Campeonato Europeo de Esgrima de 2025, en la misma prueba.

## Palmarés internacional
| Juegos Olímpicos   | Juegos Olímpicos | Juegos Olímpicos  | Juegos Olímpicos    |
| Año                | Lugar            | Medalla           | Prueba              |
| ------------------ | ---------------- | ----------------- | ------------------- |
| 2020               | Tokio (Japón)    | Medalla de plata  | Florete por equipos |
| Campeonato Europeo |                  |                   |                     |
| Año                | Lugar            | Medalla           | Prueba              |
| 2025               | Génova (Italia)  | Medalla de bronce | Florete por equipos |